# Батунний
Бату́нний (рос. Батунный) — селище у складі Зоринського району Алтайського краю, Росія. Входить до складу Шпагинської сільської ради.

## Населення
Населення — 278 осіб (2010; 280 у 2002).
Національний склад (станом на 2002 рік):
- росіяни — 96 %